# 희박한 공기 속으로
희박한 공기 속으로(Into Thin Air : A Personal Account of the Mt. Everest Disaster)는 1997년에 미국에서 비소설 부분 베스트 셀러였으며 존 크라카우어가 썼다. 주요 내용은 저자가 1996년 에베레스트산 재난 당시 8명이 사망하고 여러 명이 강풍에 의해 실종되었던 사건을 기록한 것이다.

## 같이 보기
- 에베레스트산에서 죽은 사람의 목록
- 아나톨리 부크레예프